# Plocepasser superciliosus
Plocepasser superciliosus là một loài chim trong họ Ploceidae.
Loài chim này được tìm thấy ở Châu Phi phía nam sa mạc Sahara, từ Senegal và Gambia đến Eritrea, Ethiopia và phía tây Kenya.